# Keams Canyon
Keams Canyon (Hopi: Pongsikya oder Pongsikvi/Navajo: Lókʼaʼdeeshjin) ist ein Census-designated place im Navajo County im Nordosten des US-Bundesstaats Arizona. Das U.S. Census Bureau hat bei der Volkszählung 2020 eine Einwohnerzahl von 265 ermittelt. Die Navajo-Bedeutung des Ortes lautet „schwarzes Schilf“.

## Geografie
Keams Canyon liegt auf 1886 m im gleichnamigen Canyon entlang der Arizona State Route 264 inmitten der Hopi Reservation, die als Enklave in der Navajo Nation Reservation liegt. Der Ort liegt in der Grand Canyon Section des Colorado-Plateaus nahe der Grenze zum Apache County.
Die Kernsiedlung liegt östlich der State Route etwa im Zentrum des Ortsgebiets. Östlich der Siedlung erstreckt sich das Gebiet in einem schmalen Streifen beidseits des Keams Canyon bis zu den Twin Dams. Nach Nordwesten erstreckt sich das Ortsgebiet linksseitig der State Route. Es wird eingegrenzt vom Tafelberg Antelope Mesa im Westen und Süden sowie vom Keams Canyon Wash im Norden und Osten. Neben einzelnen Häusern ist dieses Gebiet größtenteils unbewohnt.
Der meist ausgetrocknete Keams Canyon Wash durchfließt die Siedlung von Osten nach Nordwesten. Oberhalb des Ortes wird der nach Sturzfluten reißende Fluss durch mehrere Rückhaltebecken gezähmt, darunter der Lake Moha und die Twin Dams. Direkt bei der Siedlung liegt außerdem die Quelle Chili Spring.
Der Ort grenzt vollständig an gemeindefreies Gebiet. Rund 2 km nördlich liegt an der State Route eine kleine Siedlung für die Mitarbeiter des Indian Health Service, die jedoch nicht mehr zu Keams Canyon gehört.

## Geschichte
Der Ort wurde nach Thomas Varker Keam benannt, zu verschiedenen Zeiten Seemann, Soldat und Schürfer, der ursprünglich aus Truro in England stammte. Keam gründete die Siedlung 1878 und nannte sie Keam’s Cañon. Jedoch besaß er hier schon 1874 einen Handelsposten, um mit den Ureinwohnern Handel zu betreiben. Diesen unterhielt er bis 1902, als er ihn an Lorenzo Hubbell verkaufte, der ihn wiederum 1938 an die Familie McGee verkaufte.
Einige Händler überzeugten die Postbehörde, hier eine Büro einzurichten, was am 12. März 1882 geschah. Gleichzeitig bekam der Ort den Namen Keam’s Canon.
1887 errichtete das Bureau of Indian Affairs eine Schule. Die Kinder wurden gezwungen ihre Haare zu schneiden, amerikanische Kleidung zu tragen und nur noch Englisch zu sprechen. Schlechtes Essen und heruntergekommene Räumlichkeiten führten zu Krankheiten und Todesfällen. Außerdem mussten die Kinder aus Hotevilla die ganzen Sommerferien in Keams Canyon verbringen und konnten nicht wie die anderen zurück in ihre Heimatdörfer. Als die Hopi sich weigerten, ihre Kinder weiterhin zur Schule zu schicken, sandten die Behörden Soldaten nach Hotevilla, welche die Kinder zurück zur Schule brachten. 1915 wurde die Schule wieder geschlossen.

## Demografie
Nach der Volkszählung im Jahr 2010 lebten in Keams Canyon 304 Menschen in 104 Haushalten. Die Bevölkerungsdichte betrug 7,05 Einwohner pro Quadratkilometer. In den 104 Haushalten lebten statistisch je 2,92 Personen.
Ethnisch betrachtet setzte sich die Bevölkerung zusammen aus 88,8 Prozent amerikanischen Ureinwohnern, 7,9 Prozent Weißen, 0,3 Prozent Afroamerikanern und 0,3 Prozent Asiaten; 2,6 Prozent stammten von zwei oder mehr Ethnien ab. Unabhängig von der ethnischen Zugehörigkeit stammten 90,5 Prozent der Bevölkerung von amerikanischen Ureinwohnern ab.
12,1 Prozent der Bevölkerung waren unter 18 Jahre alt, 82,3 Prozent waren zwischen 18 und 64 und 5,6 Prozent waren 65 Jahre oder älter. 51,6 Prozent der Bevölkerung waren weiblich.
Das mittlere jährliche Einkommen eines Haushalts lag bei 37.574 USD. Das Pro-Kopf-Einkommen betrug 12.191 USD. 31,1 Prozent der Einwohner lebten unterhalb der Armutsgrenze.

## Verkehr
Keams Canyon liegt an der Arizona State Route 264, die nach Polacca im Nordwesten und Ganado im Südosten führt.

## Sehenswürdigkeiten
Der alte Handelsposten, heute die täglich geöffnete McGee's Indian Art Gallery, ist die meistbesuchte Touristenattraktion im Ort. Im Ortsgebiet erstreckt sich der kurze Coal Mine Canyon und 3 km entfernt erhebt sich der Inscription Rock.
Keams Canyon besitzt unter anderem ein Restaurant, ein Einkaufszentrum und einen Campingplatz. Als einer der Sitze der Bureau of Indian Affairs beherbergt der Ort auch mehrere Regierungsgebäude.